# Fabian Frangk
Fabian Frangk (auch: Fabian Franck) (* um 1489 in Aslau; † nach 1538) war ein deutscher Grammatiker des 16. Jahrhunderts, in Schlesien tätig. In seinem Werk Orthographia (1531) hat er die Regeln einer einheitlichen deutschen Rechtschreibung nach dem Vorbild Luthers vorgelegt.
Franck war Bürger von Bunzlau, jetzt Bolesławiec und eröffnete dort eine Schule.